# SPYGEA
SPYGEA（スパイギア、1989年11月26日 - ）は、岩手県出身の元プロゲーマー、ストリーマー、YouTuberである。本名は高橋恵（たかはしけい）。FPSゲーム『スペシャルフォース』で日本代表として3年連続世界大会出場、『スペシャルフォース2』『Overwatch』(元メインロールはDPS)で国内優勝。希望郷いわて文化大使。Legionアンバサダー。YAMAHAアンバサダー。主にライブ配信プラットフォームTwitchで配信活動している。

## 人物
- 2021年9月までDeToNatorのストリーマー部門に所属[14]。2016年10月以前は同じくDeToNatorの『Overwatch』部門に所属していた[15]。
- 愛称は「スパ」「ギアさん」「ポッキー高橋」「恵ちゃん」「高橋」。大ファンであるHIKAKINからは「スパイさん」と呼ばれている。配信の視聴者からは「優しい巨人」「バブ橋」と呼ばれることもある。
- 身長は191cm。体重は80kg。
- 姉・SPYGEAともに、セリフを覚えてしまうほどジブリが大好き。
- 好きな食べ物はマクドナルドのチキンナゲット、ウニ、焼き肉など。
- おっとりした性格で、たいていの物事に対して落ち着いた反応を見せる。
- 実家がアスパラガス農家[16]。
- 同居猫の『ラム』ちゃんは実姉が海で拾ったのがきっかけ。性別はオス。YouTubeには2016年頃から動画も残されている。
- 尊敬する人物にSummit1gを挙げている[17]。
- 決め台詞は「オンギャー」「C9」「ブゥゥン」[17]。
- "SPYGEA"というニックネームは、中学2年生から使用している。名前の由来は、当時「SPY」という言葉が好きだったが、SPYだけだと物足りないので、「ギア」と付けようとした。「ギアー」ではなく「ギア」と読ませたかったため、GEARの読みがギアーならばRを取ればギアとなると勘違いし、Rを省き「SPYGEA」とした。結果、世界大会などで「スパイジア」や「スパイジー」と読まれてしまうようになったとのこと。

## 経歴

### 生い立ち
1989年、岩手県にて生誕。中学時代はバレーボール部に所属し、県大会で上位入賞。中学生時代にPCゲームを触りだす。当時人気があったMMORPG『Red Stone』やオンラインTPS『Gunz』を遊んでいた。
2006年頃、『Gunz』のコミュニティ内で流行していたことから、無料FPS『スペシャルフォース』をプレイし始める。当時、実家には光回線が通っておらず、プレイ中のラグ（いわゆる「Pingが高い」状態）に苦しんでいた。2007年頃、宮城県仙台市の専門学校に進学。一人暮らしを始めると環境が整ったことで、『スペシャルフォース』に本格的に熱中する。

### 青年時代: FPSゲーマーとして
2008～2009年頃、当時、ニコニコ生放送・Mixi・FC2ブログを中心に行われていた『スペシャルフォース』のクラン戦やコミュニティ大会で優勝を重ねる。2009年、『スペシャルフォース』の常勝クラン「Racpy」のスナイパー枠に欠員が出たことを知り応募すると、ロースターとして正式採用される。
2009年11月7日～8日、台湾・台北市で行われた世界大会「Special Force World Championship 2009」に日本代表として出場し準優勝、賞金8,000ドルを獲得。ハンゲームの公式ページにて「世界を撃ち抜くイケメンスナイパー」と紹介される（当時19歳）。2010年10月30日～31日、韓国・大邱市で行われた世界大会「Special Force World Championship 2010」に日本代表として出場し5位。世界大会後に「Racpy」のメンバーが脱退。SPYGEAを含む残ったメンバーは翌年を目指すため新チーム「UHS Athlete」を結成。

### SPECIAL FORCE プロ選手として活動
2011年4月30日、「第3回 秋葉原 PCゲームフェスタ Powered by Galleria」内で開催された「スペシャルフォース ゴールデンカップ 2011」にて、NHN JAPANとスポンサード契約を結び「スペシャルフォース専属プロゲーマー」として活動することを発表。同日実施された参加総数256クランの頂点を決める試合で「UHS Athlete」は優勝。プロゲーマー契約後、仙台から東京に単身上京。選手としての活動以外にもゲームプランナーとしてイベント出演・大会の企画・講演会などの仕事をしていた。
2011年8月6日～7日、台湾で開催されたeスポーツイベント「2011 Wayi Carnival」に招待される。アジアの強豪チームと対戦し「Special Force Classic」にて準優勝。10月2日、原宿クエストホールで行われた公式オフライン大会「スペシャルフォース 日本代表決定戦 2011」で優勝。３年連続で日本代表クランのスナイパーとなる。10月7日～9日、韓国・龍仁市で開催された世界大会「International e-Culture Festival 2011 (IEF2011)」に日本代表として出場。11月4日～6日、インドネシア・ジャカルタで行われた世界大会「Special Force World Championship 2011」に日本代表として出場。大会は予選で敗退したものの宿敵韓国を倒し5位。12月8日～11日、韓国・釜山で開催された国際的なeスポーツ大会「World Cyber Games 2011 (WCG2011)」に『スペシャルフォース』の日本代表チームとして出場。
2012年12月23日、東京・秋葉原で行われた『スペシャルフォース2（SF2）』のオフライン大会「SPECIAL EXHIBITION MATCH 2012」にクラン「STRIFE」の一員として出場し優勝。第2試合の「ZAP-CARD」戦で見せたスナイパーライフルを使った３連続キルによる1on3クラッチ（ラウンドオールキル）が話題となる。同日、日本代表チームとして韓国チーム「KORpml」と対戦。2013年4月13日、 『SF2』の公式オフライン大会「SF2 Hi-Speed Tournament RUNAWAY」にクラン「STRIFE」として出場し優勝。12月21日に開催されたアジア大会「SPECIAL EXHIBITION MATCH 2013 ASIA」への出場権を獲得。

### 会社員時代
2013年6月23日、選手を一度引退し、ゲーム会社に就職する。ニコニコ生放送にて不定期でゲーム配信を行い『SF2』『CS:GO』『H1Z1』などをプレイしていた。2015年3月26日、『SF2』の強豪クラン「Rylaiz」に加入。7月7日、公式オフライン大会「SUPER LEAGUE 4th Season Grand Final」へ出場し国内準優勝。12月12日、東京・秋葉原にあるe-sports SQUARE AKIHABARAにて行われた公式オフライン大会「SPECIAL FORCE2 JAPAN CUP」にクラン「iMBA」の一員として出場し優勝。

### Overwatch プロ選手として活動
2016年1月15日、プロゲーミングチームDeToNatorの『Overwatch』部門設立に伴いチームに加入。選手活動に専念するためゲーム会社を退職し、岩手県の実家に帰る。当時は「プロゲーマー」という職業に対して周囲や家族からの理解がなく、また自身もゲーム会社を退職したことで収入がほとんどなかったため苦しい日々を送る。
5月28日、台湾・台北市で開催された台湾Blizzard Entertainmentが主催する公式イベント「Overwatch 台日対抗戦」に出場し台湾選抜チームと対戦。7月14日、韓国・ソウルで開催された「KT GIGA Overwatch BJ Battle」のオープニングイベントにて、韓国チーム「Maximum impact Gaming (MiG)」とエキシビジョンマッチを行う。
8月7日～21日、DeToNator.Overwatchとして「JCG Overwatch Master Summer Finals」に出場し優勝。賞金24万円を獲得する。2016年シーズンの『Overwatch』国内王者となる。9月10日、アジア大会「Shimada Cup 2016 Week6」に招待され優勝。賞金30,000台湾ドルを獲得する。9月18日、千葉県・幕張メッセで行われた「東京ゲームショウ2016」内のイベント「Overwatch 日本 VS. 台湾 国際エキシビションマッチ」にて台湾代表チーム「ahq e-Sports Club」と対戦する。10月6日～16日、中国・上海で行われたBanana Gaming & Media主催の国際大会「APAC Premier 2016」に招待出場するも予選敗退、9位に終わる。10月12日、およそ9か月間の第1期DeToNator.Overwatchの選手活動を終了。

### Twitchストリーマーとして活動
2016年
2016年11月14日、プレイヤーからDeToNatorのチームサポート/ストリーマー部門に移籍。Twitchにて、主に『Overwatch』『PUBG』のゲーム配信を行う。12月17日、StylishNoobおよびTwitchリスナーと組んだ即席チーム"卍超究武神覇斬卍"で『Overwatch』の大会「JCG Master 2016 #08」に出場し準優勝。
2017年
2017年5月、『Overwatch』300時間のゲーム配信とランクマッチ18連敗のストレスから胸に違和感を覚え、病院で診察を受けたところ心臓に持病があることが発覚。4時間にわたる手術をおこない数週間の入院を経験する。5月20日、「PUBG JAPAN DONKATSU CUP SQUAD #1」に、StylishNoob, SHAKA, YamatoNと出場し準優勝。8月23日～26日、ドイツ・ケルンで開催されたGamescomへ招待され、同イベント内で行われた賞金総額$350,000の招待制大会「PUBG Invitational」にStylishNoob, SHAKA, YamatoNと共に出場。9月23日～24日、東京ゲームショウ2017のHyperXブース・Twitchブースにイベント出演10月22日、プロチームも参加した『PUBG』初の公式国内大会「PUBG JAPAN CHAMPIONSHIP 2017 by DMM GAMES」に、StylishNoob, SHAKA, YamatoNと出場し全159チーム中5位入賞。
2018年
2018年1月12日、StylishNoobとYouTubeチャンネル「KY Games」を開設し、PC版「荒野行動」のプレイ動画を投稿。1月28日、「PUBG DONCUP DUO #7」 にて、StylishNoobとDUOを組み参戦し優勝。2月5日、『PUBG』のSOLO TPPモードにおいて、NA（北アメリカ）サーバーでレート1位を達成。3月4日、名古屋テレピアホールにて、東海テレビ放送主催のイベント『Nagoya e-Sports Festival Vol.0』に出演。5月12日、 ベルサール高田馬場で開催されたLANパーティー「C4LAN 2018 SPRING」内で行われたイベント「DETONATOR SURVIVAL (PUBG)」に出演。7月31日、葛西臨海公園にて、DETONATOR代表の江尻氏・StylishNoob・SHAKA・YamatoNと共にBBQを行う。 
8月31日～9月2日、アメリカ・シアトルのパラマウント・シアターで開催された賞金総額$300,000のPUBGストリーマー大会「Broadcaster Royale」に招待され、SHAKAとDUOを組み参戦。9月4日、海外の人気ストリーマーchocoTacoやShroudと現地で記念撮影をする。9月23日、東京ゲームショウ2018のSamsungブース・TwitchブースにDeToNatorメンバーらとイベント出演。10月18日、PUBG Korea Leagueのプロチーム「OGN Entus Force」所属のkAyle選手とともにDUO大会「ENTUS SURVIVAL SERIES」に出場。 
2019年
2019年4月28日、千葉県・幕張メッセにて行われた「ニコニコ超会議 2019」の岩手県ブースにイベント主演。7月26日～28日、 タイ・バンコクにて開催された『PUBG』のアジア大会「MET Asia Series: PUBG Classic」へ出場する「DeToNator.KOREA」のサポートとして、KHと共に現地へ行き大会を観戦する。8月1日、株式会社ロジクールが展開するゲーミングデバイスブランド「Logicool G」「ASTRO Gaming」と1年間のストリーマー契約を締結。
9月14日～15日、東京ゲームショウ2019のSAMSUNG SSD×DETONATOR 共同出展ブースに出演。GALLERIA、Amazon、DXRACERの協賛で番組配信を行う。9月17日、Amazon Japanからの提供で「お部屋改造計画: リラックス空間の追及者」と題した自宅リフォーム企画を行い、家具や日常用品を買いそろえる様子を動画公開する。12月6日、地元岩手県の「希望郷いわて文化大使」に就任。
2020年
2020年4月13日、YouTubeチャンネル登録者数10万人突破。6月27日、Twitchフォロワー数20万人突破。8月27日、UbisoftとTwichが主催するアジア太平洋地域における『Hyper Scape』のストリーマー大会「Twitch Rivals: Hyper Scape APAC Showdown」に招待され、StylishNoob, SHAKAと共に出場。12月27日、Crazy Raccoon主催の『Apex Legends』コミュニティ大会「第3回 Crazy Raccoon Cup」に招待され、StylishNoob・杏仁ミルとチームを組み初出場。
2021年
2021年1月16日～17日、CyberZ主催のストリーマー大会「Apex Legends STREAMER PARK SEASON1 feat. DeToNator」にEXAM、あっさりしょことチームを組み出場。4月10日、UUUM主催のコミュニティ大会「えぺまつり」にHIKAKIN・SHAKAとチームを組み出場。大会後の反省会にてHIKAKINのApex Legendsコーチに就任した。4月13日、YouTubeチャンネル登録者数20万人突破。4月21日、「VALORANT LIGHT TOURNAMENT Vol.1 supported by RAGE」に出場し準優勝。1時間超えの熱戦となった準決勝ではスコア3-11から巻き返し17-15で逆転勝利。5月28日、OPENREC.tvの番組「Blood Party Friday #36」へゲスト出演しDead by Daylightをプレイ。狩野英孝と初共演。6月20日、シェービングブランドGilletteとパートナーシップを結び、全世界11か国の人気TwitchストリーマーからなるGillette Gaming Alliance （ジレット・ゲーミング・アライアンス）の2021年日本代表に選ばれる。7月18日、『PUBG』の公式コミュニティ大会「PJCT 2021 夏の陣」に、StylishNoob, SHAKA, 加藤純一と参加。第4試合フライパンマッチにて15キル（チーム31キル）を記録し、Most Kill賞を獲得。8月1日、Twitch主催の招待制ストリーマー大会「Twitch Rivals: VALORANT Japan Showdown」に出場し準優勝。8月8日、バンダイナムコの新作FPS「GUNDAM EVOLUTION」のクローズドベータテスト配信を行う。8月15日、Twitchフォロワー数40万人突破。8月28日、UUUM主催のコミュニティ大会「えぺまつり 夏の陣」にEXAM・のばまんと共に出場し準優勝。
9月4日、AbemaTV主催の『VALORANT』ストリーマー大会「ABEMA presents VALORANT VICTORY CHALLENGE」に出場し優勝。9月14日、2021年9月30日をもって約6年間在籍したDeToNatorから卒業することを発表。10月14日、本田技研工業が展開する「走れ、誰も追いつけない速度で」プロジェクトの一環としてHonda本社ビル1階の「Honda Welcome Plaza AOYAMA」へ訪問し、歴代のF1マシンを見学。10月16日、『PUBG』の公式コミュニティ大会「PJCT2021 秋の陣」に招待され、StylishNoob、SHAKAと共に出場。10月17日、日本eスポーツ連合が主催する「全国都道府県対抗eスポーツ選手権2021 MIE」にて行われた「グランツーリスモSPORT」の決勝大会をTwitchにて公式ミラー配信。
2022年
2月17日、吉本興業が主催するゲーム配信の祭典「GAME STREAMER AWARD 2021」にて、"ユーザーの視聴時間が最も長かったストリーマー"として表彰され、ストリーマーアワードを受賞。5月7日、東京ガーデンシアターにて行われたオフラインイベント「RAGE VALORANT 2022 Spring」に出演。5月13日、レノボのゲーミングPCブランドLegionのアンバサダー契約をしたことを発表。
8月1日、自身の配信にてFnaticのクリエイター部門へ加入することを発表。同時にYAMAHAのアンバサダー就任も発表した。

## 大会戦績

### SPECIAL FORCE
国際大会
- 2009-11-08  Special Force World Championship 2009 in Taiwan - 準優勝（Racpy, 日本代表）[3][23][24]
- 2010-10-31  Special Force World Championship 2010 in Korea - 5位（Racpy, 日本代表）[4]
- 2011-11-06  Special Force World Championship 2011 in Indonesia - 5位（UHS Athlete, 日本代表）[5]
- 2011-08-07  Wayi Carnival: Special Force Classic - 準優勝（UHS Athlete）[30]
- 2011-10-09  International e-Culture Festival 2011: Special Force - 予選敗退（UHS Athlete, 日本代表）[33]
- 2011-12-11  World Cyber Games 2011: Special Force - 予選敗退（UHS Athlete, 日本代表）[34]

国内大会
- 2009-08-22  Special Force League 2009 - 優勝（Racpy）[118]
- 2010-10-02  Special Force League 2010 - 優勝（Racpy）[32][119]
- 2011-02-02  Special Force League 2011 Winter - 優勝（UHS Athlete）[32][120]
- 2011-04-30  Special Force Golden Cup 2011 - 優勝（UHS Athlete）[27]
- 2011-10-02  スペシャルフォース 日本代表決定戦 2011 - 優勝（UHS Athlete）[31]

コミュニティ大会
- 2008-10-05  第5回 衛生兵杯 - 3位（crescendo）[21][22]
- 2008-11-23  第5回 SNS杯  - 3位（crescendo）[21]
- 2008-12-14  第1回 CHIGE POT Cup  - 優勝（crescendo）
- 2009-01-11  第6回 衛生兵杯 - 3位（crescendo）[21][22]
- 2009-02-23  第6回 SNS杯 - 優勝（crescendo）[21]
- 2009-03-17  第1回 ABC杯 - 3位（FreeStyle）[21]
- 2009-03-08  第7回 衛生兵杯 - 優勝, MVP（Cadenza）[32][21][22]
- 2009-04-28  第7回 SNS杯 - 優勝（crescendo）[32]
- 2009-05-30  第8回 SNS杯 - 優勝（Racpy）[21]
- 2009-12-06  第1回 SFMasters - 優勝（crescendo）[21]
- 2010-02-02  第2回 EasyCup - 優勝（Racpy）[32]
- 2010-09-06  第3回 CCM - 優勝, MVP（Racpy）[32]
- 2010-09-26  第4回 CCM - 優勝（Racpy）[32][注 20]
- 2011-01-31  第6回 JeepersCup - 準優勝（UHS Athlete）[121]
- 2011-04-24  第1回 SFCSL Gold League - 優勝（UHS Athlete）[122][注 21]
- 2011-06-26  第2回 SFCSL Plat. League - 優勝（UHS Athlete）[32][122]
- 2011-09-04  第3回 SFCSL Plat. League - 優勝（UHS Athlete）[122]

### SPECIAL FORCE 2
国際大会
- 2012-12-23  Special Force 2 Special Exhibition Match 2012 - Lose（STRIFE, 日本代表）[6]

国内大会
- 2012-09-03  Special Force 2 Super League 1st Season - 3位（STRIFE）
- 2012-12-23  Special Force 2 Special Exhibition Match 2012 - 優勝（STRIFE）[6]
- 2013-04-13  Special Force 2 Hi-Speed Tournament RUNAWAY - 優勝（STRIFE）[37]
- 2015-07-07  Special Force 2 Super League 4th Season - 準優勝（Rylaiz）[45]
- 2015-12-12  Special Force 2 Japan Cup Grand Final - 優勝（iMBA）[7][46]

コミュニティ大会
- 2015-08-16  Special Force 2 New Generation Cup - 5-8位, Best8（iMBA）[123][124]
- 2015-10-03  Special Force 2 Challenger Tournament - 5-8位, Best8（iMBA）[125][126]

### Overwatch
国際大会
- 2016-05-28  Overwatch 台日対抗戦 - Lose（DeToNator）[49]
- 2016-07-14  KT GIGA Overwatch BJ Battle Opening Event - Lose（DeToNator）[50][51]
- 2016-07-22  ZhusunCup - 5-8位, Best8（DeToNator）[127]
- 2016-08-13  Shimada Cup 2016 Week2 - 準優勝（DeToNator）[128][127]
- 2016-09-10  Shimada Cup 2016 Week6 - 優勝（DeToNator）[52][127]
- 2016-09-18  TGS 2016 Overwatch Exhibition Match Japan vs Taiwan - Lose（DeToNator）[54][55]
- 2016-10-07  APAC Premier 2016 - 9位（DeToNator, 日本代表）[57]

国内大会
- 2016-06-19  JCG Master KickOff CUP - 優勝（DeToNator）[129][130]
- 2016-07-09  JCG Master 2016 #1 - 優勝（DeToNator）[130]
- 2016-08-21  JCG Master 2016 Summer Finals - 優勝（DeToNator）[8]
- 2016-12-04  JCG Master 2016 #6 - 5-8位, Best8（卍超究武神覇斬卍）[131]
- 2016-12-11  JCG Master 2016 #7 - 9-16位, Best16（卍超究武神覇斬卍）[132]
- 2016-12-17  JCG Master 2016 #8 - 準優勝（卍超究武神覇斬卍）[61]

### PUBG: BATTLEGROUNDS
国際大会
- 2017-08-23  Gamescom PUBG Invitational Day1 Solo TPP - 12位[68][69]
- 2017-08-24  Gamescom PUBG Invitational Day2 Duo TPP - 11位（with YamatoN）[68][69]
- 2017-08-25  Gamescom PUBG Invitational Day3 Duo FPP - 13位（with YamatoN）[68][69]
- 2017-08-26  Gamescom PUBG Invitational Day4 Squad TPP - 14位（with StylishNoob, SHAKA, YamatoN）[68][69]
- 2018-08-31  Broadcaster Royale - 44位（with SHAKA）[81][82]

国内大会
- 2017-10-22  PUBG JAPAN CHAMPIONSHIP 2017 by DMM GAMES - 5位（with StylishNoob, SHAKA, YamatoN）[73]
- 2017-10-29  GeForce CUP: PUBG #1 DUO - 31位（with SHAKA）[133]

コミュニティ大会
- 2017-05-13  PUBG DONCUP DUO #1 - 6位（with StylishNoob）[75]
- 2018-01-28  PUBG DONCUP DUO #7 - 優勝（with StylishNoob）[74][75]
- 2017-05-20  PUBG DONCUP SQUAD #1 - 準優勝（with StylishNoob, SHAKA, YamatoN）[75][66]
- 2017-07-16  PUBG DONCUP SQUAD #2  - 5位（with StylishNoob, SHAKA, YamatoN）[75]
- 2017-10-28  PUBG DONCUP ShoboSuke Invitational - 21位[75]
- 2019-02-26  PUBG STAR CLASH Project: Sanhok+Vikendi Week1 - 9位（with SHAKA, KH, URS4）[134][135]
- 2019-04-28  PUBG DONCUP Invitational #2 DUO - 出場（with KH）
- 2018-10-28  ENTUS SURVIVAL SERIES - 出場（with kAyle）
- 2019-05-05  AfreecaTV BATTLEGROUNDS 日韓BJ対抗戦 - 出場（with Clutch, RobiN, もぃもぃ）
- 2021-07-18  PJCT: PUBG JAPAN Community Tournament 2021 夏の陣 - 出場（with StylishNoob, SHAKA, 加藤純一）[100][注 22]
- 2021-10-16  PJCT: PUBG JAPAN Community Tournament 2021 秋の陣 - Win（with StylishNoob, SHAKA）[112][注 23]

カスタムマッチイベント
- 2021-06-15  VCC PUBG CUSTOM #2 - 出場（with トナカイト, k4sen, わいわい）[136]
- 2021-07-01  VCC PUBG CUSTOM #3 - 出場（with StylishNoob, SHAKA）[137][138]
- 2021-10-26  VCC PUBG CUSTOM #4 - 出場（with イブラヒム, SUMOMOXqX, k4sen）[139]

### Apex Legends
コミュニティ大会
- 2020-12-27  Crazy Raccoon Cup Apex Legends #3 - 9位（with StylishNoob, 杏仁ミル）[96][注 11]
- 2021-03-14  Crazy Raccoon Cup Apex Legends #4 - 11位（with エクス・アルビオ, アルス・アルマル）[96][注 24]
- 2021-05-15  Crazy Raccoon Cup Apex Legends #5 - 13位（with らっだぁ, 橘ひなの）[96][注 25]
- 2021-07-23  Crazy Raccoon Cup Apex Legends #6 - 18位（with ボドカ, StylishNoob, ラトナ・プティ）[96][注 26]
- 2021-10-09  Crazy Raccoon Cup Apex Legends #7 - 18位（with Wokka, えなこ）[96][注 27]
- 2021-01-17  Apex Legends STREAMER PARK SEASON1 feat. DeToNator - 15位（with あっさりしょこ, EXAM）[注 12]
- 2021-06-26  Apex Legends KAGAYAKI杯 - 9位（with 御曹司, 英リサ）[注 28]
- 2021-04-10  えぺまつり - 11位（with SHAKA, HIKAKIN）[140][注 13]
- 2021-06-27  えぺまつり 外伝 - 4位（with 全ちゃんねる, 杏仁ミル）[141]
- 2021-08-28  えぺまつり 夏の陣 - 準優勝（with EXAM, のばまん）[142][143][注 18]
- 2021-11-13  えぺまつり 外伝2 冬将軍 - 6位（with たくぱん, 御曹司）[144]
- 2022-02-23  第3回 えぺまつり本戦 - 16位（with はんじょう, まぐにぃ）[注 29]
- 2022-05-15  えぺまつり 外伝S - 出場[145]
- 2023-03-04  SBI Neo festival NEXUM 2023 Apex Legends - 優勝 （with シェーファーアヴィ幸樹,1tappy）[146]

カスタムマッチイベント
- 2021-03-30  VCC APEX DUO CUSTOM #4 - 出場（with しろまんた）[147]
- 2021-08-06  VCC APEX CUSTOM #1 - 出場（with トナカイト, HIKAKIN）[148]
- 2021-09-14  VCC APEX CUSTOM #2 - 出場（with らっだぁ, わいわい）[149]
- 2022-02-02  VCC APEX CUSTOM #3 - 出場（with StylishNoob, SHAKA）

### VALORANT
コミュニティ大会
- 2021-04-21  VALORANT LIGHT TOURNAMENT vol.1 - 準優勝（with StylishNoob, Alelu, 葛葉, 叶）[注 15]
- 2021-05-07  JUPITER INVITATIONAL - 出場（with ボドカ, k4sen, おぼ, crow, barce）
- 2021-06-06  Crazy Raccoon Cup VALORANT #1  - 10位（with 葛葉, Fisker, てんみりあ, 白雪レイド, Retloff）[注 30]
- 2021-08-01  Twitch Rivals: VALORANT Japan Showdown - 準優勝（with だるまいずごっど, 八雲べに, HiNas3, あろええ）[150]
- 2021-09-04  ABEMA presents VALORANT VICTORY CHALLENGE - 優勝（with StylishNoob, sasatikk, 葛葉, 叶）[151][注 19]

カスタムマッチイベント
- 2021-04-13  VCC VALORANT CUSTOM #1 - 出場（with 葛葉, k4sen, あどみん, SqLA, takej）
- 2021-04-23  VCC VALORANT CUSTOM #2 - 出場（with 叶, ボドカ, ゆふな, Shinji, XQQ）
- 2021-05-18  VCC VALORANT CUSTOM #3 - 出場（with Cornn, 蛇足, おぼ, CR.おじじ, Minty）
- 2021-11-25  VCC VALORANT CUSTOM #4 - 出場（with StylishNoob, SHAKA, k4sen, ボドカ, XQQ）
- 2022-03-10  VCC VALORANT CUSTOM #5 - 出場（with StylishNoob, SHAKA, YamatoN, 葛葉）

### その他
コミュニティ大会
- 2020-03-08  Twitch Streamer Battle: UNO - 出場（with ふ～ど, 翔丸, スタンミ）[152]
- 2020-04-26  Twitch Streamer Battle: Mystery Game (Jump King) - 出場[153][154]
- 2020-08-27  Twitch Rivals: Hyper Scape APAC Showdown - 出場（with StylishNoob, SHAKA）[95][155]
- 2020-09-13  Twitch Streamer Battle: Fall Guys: Ultimate Knockout - 出場（with StylishNoob, delave, siorin）[156]
- 2020-12-18  Twitch Streamer Battle: Golf with your Friends - 出場（with StylishNoob, SHAKA, するがモンキー）[157]
- 2021-05-02  Twitch Streamer Battle: Witch It! - 出場[158][159]
- 2021-10-17  LIMITZ #2: Call of Duty: Black Ops II - 2位（with StylishNoob, SHAKA, xAxSy）[160]
- 2021-12-17  VCC MINECRAFT - 6位（with イブラヒム, ドンピシャ, 鉄塔, ぺちゃんこ, 不破湊）
- 2021-12-29  ふぉとなふぇす - 22位（with おにや, はんじょう）
- 2022-02-28  LIMITZ #4: OVERWATCH - 3位（with StylishNoob, delave, siorin, YamatoN, dohteloff）

## 出演

### 展示会・フェス
- 東京ゲームショウ 2016 Intelブース Overwatch 日本vs台湾 国際エキシビションマッチ（コンピュータエンターテインメント協会、幕張メッセ、2016年9月18日）[54][55]
- 東京ゲームショウ 2017 HyperXブース・Twitchブース（コンピュータエンターテインメント協会、幕張メッセ、2017年9月23日～24日）[70][71][72]
- 東京ゲームショウ 2018 Samsungブース・Twitchブース（コンピュータエンターテインメント協会、幕張メッセ、2018年9月23日）[85]
- 東京ゲームショウ 2019 SAMSUNG SSD×DETONATOR 共同出展ブース（コンピュータエンターテインメント協会、幕張メッセ、2019年9月14日～15日）[93][92]
- Nagoya e-Sports Festival Vol.0（東海テレビ放送、名古屋テレピアホール、2018年3月4日）[77][78]
- ニコニコ超会議 2019 岩手県ブース（ドワンゴ、幕張メッセ、2019年4月28日）[88]
- 秋田ゲーミングエンカウント: Play PUBG with DeToNator（秋田eスポーツ連合、秋田拠点センターアルヴェ、2019年12月21日）[161]
- KAGOSHIMA GAMERS・FLAG 2021（⿅児島県eスポーツ連合、SSプラザせんだい多目的ホール、2021年11月7日）[162]
- RAGE VALORANT 2022 Spring（東京ガーデンシアター、2022年5月7日）[116]

### LANパーティー
- C4LAN 2017 WINTER: DETONATORブース（東京流通センター、2017年12月15日～17日）
- C4LAN 2018 SPRING: DETONATORブース（ベルサール高田馬場、2018年5月11日～13日）
- C4LAN 2018 WINTER: DETONATORブース（ベルサール高田馬場、2018年12月8日～9日）
- C4LAN 2019 SPRING: DETONATORブース・岩手県ブース（ベルサール高田馬場、2019年5月11日～12日）

### オフラインミーティング
- Gaming Field 1st STAGE By Tt eSPORTS（カフェソラーレリナックスカフェ秋葉原店、2011年7月16日）
- スペシャルフォースオフラインイベント（iBOX 小倉駅前店、2011年11月27日）
- プロチーム「DeToNaTor」のメンバーと1対1の対戦 Overwatch（ヨドバシカメラ新宿西口本店1F、2016年6月5日）[163]
- DeToNator Fan Meeting 2016 Powered by Sycom（秋葉原ラジオ会館9F、2016年6月12日）[164][注 31]
- Overwatchを100倍楽しく観戦する方法 in STORIA（STORIA、2017年2月3日）
- NVIDIA×MSI 合同ゲーミングイベント in 札幌 ～DeToNatorストリーマーと旬のゲームを楽しもう！～（DEPOツクモ札幌駅前店、2017年4月11日）
- DeToNator Fan Meeting 2017 Powered by Sycom（秋葉原ラジオ会館10F、2017年8月19日）[165]
- Samsung SSD ゲームイベント PUBG （eSports Studio AKIBA、2018年9月15日）
- 『Apex Legends』をプレイ！DeToNator ゲーム観戦＆トークイベント（eSports Studio AKIBA、2019年3月16日）
- DETONATOR 10th Anniversary Fan Meeting in サンリオピューロランド（サンリオピューロランド、2019年3月30日）
- DeToNator Fan Meeting & TGS Back Stageイベント（eSports Studio AKIBA、2019年9月1日）
- 第2回 DETONATOR塾（沖縄県宜野湾市 宜野湾ベイサイド情報センター1F”Gwave cafe”、2020年2月23日）

### PRイベント
- DETONATOR FASHION in 恵比寿DETONATOR BASE（恵比寿CROAK Prime Studio、2019年12月26日）
- DETONATOR FASHION “ストリーマーデザインモデル” 販売記念イベント（eSports Studio AKIBA、2020年2月1日）
- GALLERIA新筐体＆新プロジェクトオンライン記者発表会（株式会社サードウェーブ、2020年7月3日）[166]
- ハーマンミラーゲーミングアンバサダー就任記念イベント（ハーマンミラーストア東京、2020年12月16日）[167]

### 講演会
- 人気ストリーマーSPYGEA氏 e-sports特別授業（仙台デザイン&テクノロジー専門学校、2021年12月19日）[168]
- esportsスペシャル対戦イベント 近畿大学オープンキャンパス2022 大阪名物！近大オーキャンがあるとき～！（近畿大学、2022年3月20日）[169]

### テレビ番組
- DETONATOR CHANNEL 第1回～第4回（東海テレビ放送、2019年3月4日・11日・18日・25日）[170]

### ネット番組
- プロゲーマー配信番組「プロナンデス」（USTREAM. ハンゲームチャンネル、2011年5月11日・25日）[171]
- 第7回 デトネーターTV in Red Bull Studios Tokyo ~COOPゲームの魅力を伝える回~（Twitch、2017年4月14日）
- 東京ゲームショウ2017 朝まで生プレイ！ PLAYERUNKNOWN’S BATTLEGROUNDS（ニコニコ生放送・TokyoGameShow2017公式チャンネル、2017年9月23日）
- Hit Game Live! #1（AbemaTV、2018年1月24日）
- ”賞金首” 勝ったら10万円！PUBG 賞金首#1（AbemaTV、2018年3月30日）
- DETONATOR PROJECT#1~6（AbemaTV、2018年4月22日・5月20日・6月24日・7月22日・8月26日・9月30日）
- DETONATOR PROJECT in 韓国（AbemaTV、2018年11月2日）
- デトロケ #1 ～グルメ編～（AbemaTV、2018年7月8日）
- デトロケ #2 ～ファッション編～（AbemaTV、2018年8月19日）
- デトロケ #3 ～トラベル編～ （AbemaTV、2018年9月16日）
- いわて希望チャンネル（ニコニコ生放送、2019年4月28日）
- Radio SteelSeries #19（SteelSeries Japan公式配信、2019年6月14日）
- STREAMER PARK SEASON1 feat. DeToNator 事前特別番組（OPENREC.tv、2021年1月9日）
- 『アマガミ』マルチ実況大作戦！～バレンタインに彼女をつくろう!!～（ニコニコ生放送、2021年2月14日
- E5フェス VALORANT個人技王決定戦 powered by GALLERIA（E5esports Works、2021年3月27日）
- Blood Party Friday #33（OPENREC.tv、2021年4月16日）
- 天皇賞（春）直前！ニコニコ超レース！Powered by JRA（ニコニコ生放送、JRA、2021年4月26日）
- 手越のゲームキングダム #41~42（OPENREC.tv、2021年5月16日・5月23日）
- Blood Party Friday #36（OPENREC.tv、2021年5月28日）
- 新作ガンダムFPS「GUNDAM EVOLUTION」発表会（876TV YouTube、2021年7月17日）
- ABEMA presents VALORANT VICTORY CHALLENGE（AbemaTV、2021年9月4日）
- 秋のマイクラプレミアムステージ（YouTubeチャンネル"Japan Crafters Union"、Minecraft Japan、2021年9月18日）
- 進撃！声優ゲーム小隊！～番外編～ #32（OPENREC.tv、2021年11月19日）
- 狩野英孝とSPYGEAの凸凹杯（OPENREC.tv、2022年3月8日）
- 『LoveR Kiss』マルチ実況大作戦！～写真を撮って彼女をつくろう!!～（ニコニコ生放送、2022年3月25日）
- 配信者ハイパーゲーム大会 (2023年3月25日・26日、OPENREC.tv)
- 第2回配信者ハイパーゲーム大会 (2024年3月16日・17日、OPENREC.tv)

### アンバサダー
- 希望郷いわて文化大使（岩手県、2019年）[10]
- Red Bull Athletes（Red Bull Japan、2020年）[172]
- Legion アンバサダー（レノボ・ジャパン、2022年）[11]。
- YAMAHA アンバサダー(YAMAHA、2022年)[173]

### 企画提携
- Gillette Gaming Alliance Japan（Gillette、2021年）[174]
- Intel World Relay（Intel Gaming、2021年）
- VALORANT THE UNLOCKERS（Riot Games、2021年）[175]

### ウェブメディア
- GEAIM:オンラインFPS『スペシャルフォース』のプロゲーマーとなった SPYGEA 選手、Yuti 選手に質問（Negitaku.org、2011年5月13日）
- 日本のFPS界に誕生した“プロゲーマー”とは?「スペシャルフォース」で“プロ”となった2人の選手、その舞台裏を覗く！（GAME Watch、2011年5月30日）
- プロゲーマーに聞く、FPSオススメのゲーミングデバイス！（ASCII.jp、2011年08月09日）
- プロゲーマーって普段は何をやってるの？率直な疑問を「SPECIAL FORCE」専属プロゲーマーの2人に聞いてみた（4Gamer.net、2011年8月25日）
- NHN Japan、プロゲーマーYuti選手＆SPYGEA選手インタビュー 次こそ世界の頂点へ。「スペシャルフォース」世界大会に向けての意気込みを語る（GAME Watch、2011年8月25日）
- HyperX 20の質問 | DeToNator SPYGEA (すぱいぎあ)（HyperX Japan、2017年12月15日）
- Professional meets GALLERIA 「DETONATOR SPYGEA」インタビュー（GALLERIA、2021年2月12日）
- 「走れ、誰も追いつけない速度で」 ストリーマー SPYGEA インタビュー（本田技研工業、2021年9月6日）

### CM
- DeToNator x Samsung Portable SSD T5 速読篇・強さ篇・グローバル篇（日本サムスン株式会社・ITGマーケティング株式会社、2018年9月15日）[176][177][178]
- DeToNator x Samsung Portable SSD T5【第2弾】衝撃篇・軽さ篇・速さ篇（日本サムスン株式会社・ITGマーケティング株式会社、2018年9月23日）[179][180][181]
- 一歩先のプレイ featuring DETONATOR Streamers（Logicool G、2020年2月10日）[182]
- DETONATOR x GALLERIA コラボCM 30秒（GALLERIA、2021年4月28日）
- Red Bull x DETONATOR ウエルシアグループ限定キャンペーン（Red Bull Japan、2021年6月7日）[183]

## 受賞歴
- GAME STREAMER AWARD 2021 ストリーマーアワード（ユーザーの視聴時間が最も長かったストリーマー）2022年2月17日、吉本興業株式会社[184][185]．

## 配信環境
※2021年10月現在。
- CPU: Intel Core i9-10850K
- GPU: RTX 3090 24GB
- メモリ: 32GB DDR4 SDRAM
- ストレージ : 2TB NVMe SSD / 2TB SSD x2
- ディスプレイ: BenQ ZOWIE XL2546K、ASUS PG258Q
- キーボード: Logicool G PRO X Keybord、Logicool G913 LIGHTSPEED Wireless
- マウス: Logicool G PRO X、Logicool G PRO X SUPERLIGHT
- マウスパッド: Logicool G640
- イヤホン: Bose QuietComfort® 20
- オーディオインターフェース: YAMAHA AG03
- サウンドカード: Sennheiser GSX 1000 YAMAHA AG03
- マイク: SHURE SM7B
- マイクアーム: RODE PSA1
- カメラ: Canon EOS 5D Mark IV、Logicool C922

- デスク: HermanMiller Augment Ratio Gaming Desk、FlexiSpot E7B Gaming Desk

- チェア: HermanMiller × Logicool G Embody Gaming Chair